# Sheraton Lisboa Hotel & Spa
El Hotel Sheraton Lisboa & Spa es un edificio de 92 metros de altura ubicado en Lisboa, siendo construido en 1972. El edificio es propiedad en su totalidad de Sheraton Hotels & Resorts y cuenta con 384 habitaciones. Es el cuarto edificio más alto de la ciudad, tras la Torre de Monsanto y las Torres São Rafael/São Gabriel.